# Mammillaria lindsayi
Mammillaria lindsayi ist eine Pflanzenart aus der Gattung Mammillaria in der Familie der Kakteengewächse (Cactaceae). Das Artepitheton ehrt den US-amerikanischen Botaniker George Edmund Lindsay (1917–2002).

## Beschreibung
Mammillaria lindsayi wächst zuerst einzeln und bildet später bis zu ein Quadratmeter große Gruppen. Die kugeligen, graugrünen Triebe werden bis zu 15 Zentimeter hoch und erreichen ebensolche Durchmesser. Die konisch bis vierkantig geformten Warzen sind etwas gekielt. Sie enthalten reichlich Milchsaft. Die Axillen sind mit dichter weißer Wolle und mit jeweils acht weißen, verdrehten Borsten besetzt. Die 2 bis 4 Mitteldornen sind gerade, goldbraun bis rötlich und 0,4 bis 1,2 Zentimeter lang. Die 10 bis 14 Randdornen sind weiß mit ockerlicher bis goldgelber Basis. Sie sind nur 2 bis 8 Millimeter lang.
Die hell grünlich-gelben Blüten haben einen orangegelben Mittelstreifen; sehr selten auch rot. Sie sind 1,5 bis 2 Zentimeter lang und bis zu 1 Zentimeter im Durchmesser groß. Die scharlachroten Früchte sind keulig bis zylindrisch geformt. Sie werden bis zu 2 Zentimeter lang und enthalten braune Samen.

## Verbreitung  und Systematik
Mammillaria lindsayi ist in den mexikanischen Bundesstaaten Chihuahua, Durango und Sinaloa verbreitet.
Die Erstbeschreibung erfolgte 1940 durch Robert T. Craig.

## Nachweise